# Shirō Ishii
En aquest nom japonès, el cognom és Ishii.
Shirō Ishii (japonès: 石井 四郎, Ishii Shirō; Shibayama, Prefectura de Chiba, Japó, 25 de juny de 1892 - Tòquio (Japó), 9 d'octubre de 1959) fou un oficial mèdic japonès, microbiòleg i director de la Unitat 731, aquesta unitat va estar implicada en la vulneració dels drets humans, i experimentava amb éssers humans durant la Segona Guerra Sinojaponesa, la seva "recerca" estava dedicada a desenvolupar armes químiques i biològiques, amb la finalitat de posar-les al servei de l'Exèrcit imperial japonès, tot això es feia secretament, ja que l'Imperi Japonès havia signat la Convenció de Ginebra, que prohibia l'experimentació amb les armes biològiques, i amb les armes químiques.

## Biografia
Ishii va néixer el 25 de juny de 1892 a Shibayama. Va estudiar a la Universitat Imperial de Tòquio. El 1922 va ingressar a l'exèrcit. Va viatjar a Occident (1928-1930) on va aprendre les conseqüències de l'ús de productes químics a la Primera Guerra Mundial. A Manxúria inicià investigacions sobre la guerra biològica i el 1942 va començar a experimentar amb presoners de guerra i civils, denominats maruta (丸太), considerats com a categoria de coses o subhumans, dins la Unitat 731. El 1945 quan la derrota del Japó ja era imminent, s'havien d'eliminar les proves dels crims, i llavors, els edificis i laboratoris es van destruir, i els encara supervivents van ser executats per ordre d'Ishii, màxim responsable de la unitat.
Els responsables van ser capturats per les tropes nord-americanes però a ell se li va concedir immunitat a canvi de facilitar informació sobre els experiments secrets dels japonesos que sembla que eren més avançats que els que feien els nazis. Els oficials involucrats van poder tornar a la vida civil, exercint les seves tasques anteriors, un cop acabada la guerra. Els parents de les víctimes, l'any 1997, van posar un plet al govern japonès a fi d'obtenir compensacions i excuses. Però el tribunal japonès no ho va acceptar, però sí que va reconèixer que els fets van ocórrer.
Tot i que sota la direcció del general Shiro Ishii, els científics japonesos van provocar la mort de milers de civils, (la majoria xinesos), el Japó, és l'únic país del món que ha refusat cooperar amb el Departament de Justícia dels Estats Units, en les seves investigacions sobre els crims de guerra. Mentre que els seus familiars van assegurar que no havia abandonat el Japó, alguns historiadors el van situar a Maryland.
Ishii va morir a Tòquio el 9 d'octubre de 1959 per un càncer de larinx.

## Literatura
'* Las orquídeas rojas de Shangai de Juliette Morillot, Ediciones Altaya. En aquesta obra la protagonista, que ha sofert els experiments dels japonesos, llegeix la notícia periodística (que l'autora escriu entre cometes) “El coronel Ishii, eminent doctor conegut per les seves investigacions en biologia, ha mort a una edat venerable a Nagoya, en la pau de la seva residència familiar envoltat per la seva esposa i, fills i nets. Recordarem els seus treballs que li van significar el reconeixement internacional. Recentment havia viatjat a Fort Detrick, a Maryland, per a impartir una sèrie de conferències als especialistes de la comunitat científica nord-americana, El nostre més sincer condol, etc.” (traduït del castellà). Pàg. 387

## Filmografia
- Men behind de Sun.Dedicada a la memòria de les víctimes de la Unitat 731.Dirigida per Mou Tun-fei.
- Philosophy of a knife. Pel·lícula en blanc i negre, amb un to documentalista, del director rus Andrey Iskanov estrenó (2008).